# Afrique sauvage
Afrique sauvage (Africa) est une série documentaire en 6 épisodes de 52 minutes créée par James Honeyborne et diffusée à partir du 2 janvier 2013 sur BBC One. En France, la série est diffusée à partir du 13 avril 2013 sur France 5. 
Une version long métrage de 90 minutes commentée par Lambert Wilson est diffusée le 1er janvier 2013 sur France 2 en première partie de soirée. 

## Synopsis
Cette série part à la découverte de la faune sauvage sur le continent africain.

## Épisodes
- Le Kalahari
- La savane
- Le Bassin du Congo
- Le cap de Bonne-Espérance
- Le Sahara
- L'aventure

## Fiche technique
- Auteur : James Honeyborne
- Réalisateur : James Honeyborne et Simon Blakeney
- Musique : Sarah Class
- Narrateur : Damien Boisseau
- Adaptation française : Nice Fellow
- Sociétés de production : BBC, Discovery Channel, CCTV-9, France Télévisions
- Année de production : 2012